# PGC 11673
LEDA/PGC 11673 ist eine Spiralgalaxie vom Hubble-Typ Sd im Sternbild Eridanus am Südsternhimmel. Sie ist schätzungsweise 198 Millionen Lichtjahre von der Milchstraße entfernt. Die Galaxie wird als Mitglied der Galaxiengruppe HCG 23 gelistet. 

Im selben Himmelsareal befinden sich u. a. die Galaxien NGC 1214, NGC 1215, NGC 1216, IC 1880.